# Katholiken (Roman)
Katholiken ist ein Roman des nordirisch-kanadischen Schriftstellers Brian Moore, 1972 unter dem Titel Catholics bei Jonathan Cape in London (Neuausgabe 2006), 1975 auf Deutsch unter dem Titel Insel des Glaubens bei Claassen in Düsseldorf erschienen.

## Handlung
Der Großteil der Handlung spielt in einem Kloster an der Südwestküste Irlands. Zeitlich ist der Roman in der Zukunft angesiedelt (Ende des 20. Jahrhunderts, nach dem Zweiten Vatikanischen Konzil). Erzählt wird die Geschichte des jungen Priesters James Kinsella,  der von Rom ausgesandt wurde, um die liturgischen Reformen des Zweiten Vatikanischen Konzils in einem irischen Kloster durchzusetzen, das noch der Liturgie nach altem römischen Ritus folgt. 
Ist der Abt des Klosters Tomás O’Malley anfänglich gegen Kinsella eingestellt, ändert er im Verlauf der Erzählung seine Meinung und gelangt zur Ansicht, dass Wandel und Veränderung notwendig und unvermeidbar sind. Gleichwohl versagt Matthew, ein Mönch des Klosters, seinem Abt die Gefolgschaft und untergräbt durch seine Opposition beinahe die Ordnung der Gemeinschaft. Den Abt plagen zusätzlich Zweifel und der Roman endet mit der Szene eines Gebets – das erste Gebet des Abts seit langem –, in welchem ihm deutlich wird, dass die Aufgabe der traditionellen Lebensweise des Klosters bevorsteht.

## Verfilmung
Der Roman wurde von Jack Gold nach Brian Moores Drehbuch für das Fernsehen verfilmt und zuerst am 29. November 1973 in der Serie „ITV Saturday Night Theatre“ ausgestrahlt. Trevor Howard spielte den Abt O’Malley, Martin Sheen den Priester James Kinsella und Andrew Keir den Vater Matthew.

## Deutsche Ausgaben
- Brian Moore: Katholiken. Roman. Aus dem Englischen von Elisabeth Schnack. Diogenes, Zürich 1978, ISBN 3-257-20546-5